# Clathromangelia quadrillum
Clathromangelia quadrillum é uma espécie de gastrópode do gênero Clathromangelia, pertencente à família Raphitomidae.